# Mars (álbum)
Mars é o terceiro EP da banda japonesa de hard rock B'z, lançado em 29 de maio de 1991 pela BMG Japan. Vendeu 1.730.500 cópias no total, chegando à 1ª colocação da Oricon. Foi o primeiro EP da banda a chegar ao topo da parada e também é o que mais vendeu.

## Faixas
1. Kodoku no Runaway (孤独のRunaway) - 5:03
2. Mars - 1:24
3. Loving All Night ~Octopus Style~ - 5:50
4. Love & Chain ~Godzilla Style~ - 5:45
5. Lady Navigation ~Cookie & Car Stereo Style~ - 5:12